# Das Millionenspiel
Das Millionenspiel es una película alemana del año 1970. Fue dirigida por Tom Toelle y su guion, de Wolfgang Menge, es una adaptación de un cuento de Robert Sheckley, The Prize of Peril, que a su vez fue la base de películas como Le Prix du Danger (Francia, 1983) y The Running Man (EE. UU., 1987, con Arnold Schwarzenegger).
El filme narra la visión de un reality show, cuyo protagonista tiene que sobrevivir la persecución por parte de tres killers, durante siete días. Si los killers lo matan, ganan 120.000 marcos alemanes cada uno, mientras que el perseguido gana un millón de marcos si sobrevive hasta el final del show.

## Argumento
Das Millionenspiel es el show televisivo con mayor índice de audiencia de la televisión alemana. El candidato, Bernhard Lotz (Jörg Pleva), ya ha sobrevivido seis días la macabra persecución. Sin haber dormido ni comido durante todo el tiempo, se ha atrincherado en un hotel bajo nombre falso. Pero una de las empleadas lo denuncia y por lo tanto, los asesinos, bajo el comando de Koehler (Dieter Hallervorden), solamente un par de minutos después llegan al hotel a eliminarlo. Gracias a la ayuda de un mozo Lotz puede escapar y se instala en una casa semidestruida en las cercanías.
Mientras tanto, millones de espectadores siguen el show conducido por Thilo Uhlenhorst (Dieter Thomas Heck), producida por el canal Trans Europa TV (TETV). Éste invita explícitamente a las personas involucradas a la persecución a su show, y en momentos dónde los 14 equipos de camarógrafos pierden el rastro de Lotz y no hay imágenes en vivo, concurre a actuaciones de cantantes, bailarines de ballet o grupos de comediantes, o bien a documentales que narran la vida de Lotz y su carrera televisiva, que comenzó en un reality de carreras de autos Fórmula 1, pasando por otro (Ernstfall/Caso Serio) donde debió conducir un avión sin experiencia de piloto hasta llegar a Das Millionenspiel. Además, en los momentos de máxima tensión son visualizadas publicidades del patrocinador del programa, una empresa multirrubro con el nombre de Stabilelite.
Durante las 11 horas finales de la persecución la producción del programa se encarga que Koehler y su banda siempre estén a pocos metros del candidato Lotz, pero a la misma vez se ocupa de encontrar a gente que ayude al perseguido. A algunos de estos buenos samaritanos Uhlenhorst los invita a su programa y los entrevista. El objetivo es claro: que el desenlace se produzca en los estudios de TETV, manteniendo el suspenso hasta el final.
Muy debilitado, Lotz finalmente llega a los estudios. Después de ser rehabilitado de un equipo de médicos llamados por la emisora por sufrir un colapso, finalmente entra a los estudios. Allí tiene que pasar por un caño que contiene tres agujeros, la última oportunidad para la banda de Koehler de asesinarlo. Aunque es baleado, llega al escenario del programa, pero con un severo estado de shock. Mientras que es trasladado al hospital, recibe el cheque de un millón de marcos, casi sin darse cuenta. Mientras tanto, Uhlenhorst ya anuncia al próximo episodio del show con otro candidato.

## Anécdotas
- La película fue filmada en un modo tan realista que varios televidentes llamaron al canal que lo emitía. Aunque la mayoría de las llamadas eran quejas sobre la pérdida de moral en la televisión, algunos también querían saber como llegar al casting para ser candidato a ser perseguido o hasta a ser candidato a killer.
- En los años 70, fue emitida solamente dos veces por la emisora estatal WDR. Un problema de copyright hizo que la tercera transmisión, a pesar de las muy buenas críticas que recibió la película, recién tuvo lugar en el año 2002. Todavía, Das Millionenspiel no ha aparecido en video ni en DVD porque esto nunca fue contemplado por sus productores y sería muy costoso conseguir las licencias.
- En el 1970 todavía no existían los realities como los conocemos ahora (el primer reality, An American Family, fue emitido en EE. UU. en 1975, aunque el boom del género recién se produjo alrededor del 2000). Sin embargo, varios elementos que se pueden observar en la película hoy son materia corriente en los reality shows actuales. Por ejemplo, como "sorpresa" para el candidato, en un momento aparece su madre en el show para desearle lo mejor en uno de los momentos con mayor suspenso.
- El conductor del show ficticio, Dieter Thomas Heck, después tuvo una carrera muy exitosa como conductor de shows reales en la televisión alemana, que duró hasta los primeros años del Siglo XXI.
- Mientras tanto, el actor que representó al jefe de los killers, Dieter Hallervorden, después de Das Millionenspiel fue uno de los comediantes más exitosos de la década del 80.